# Abadiño
Abadiño és un municipi de Biscaia, a la comarca de Duranguesat, amb una extensió de 36,26 km². Segons el cens de 2022, té una població de 7.708 habitants i una densitat poblacional de 207,45 hab/km². Abadiño és un elizate.

## Geografia

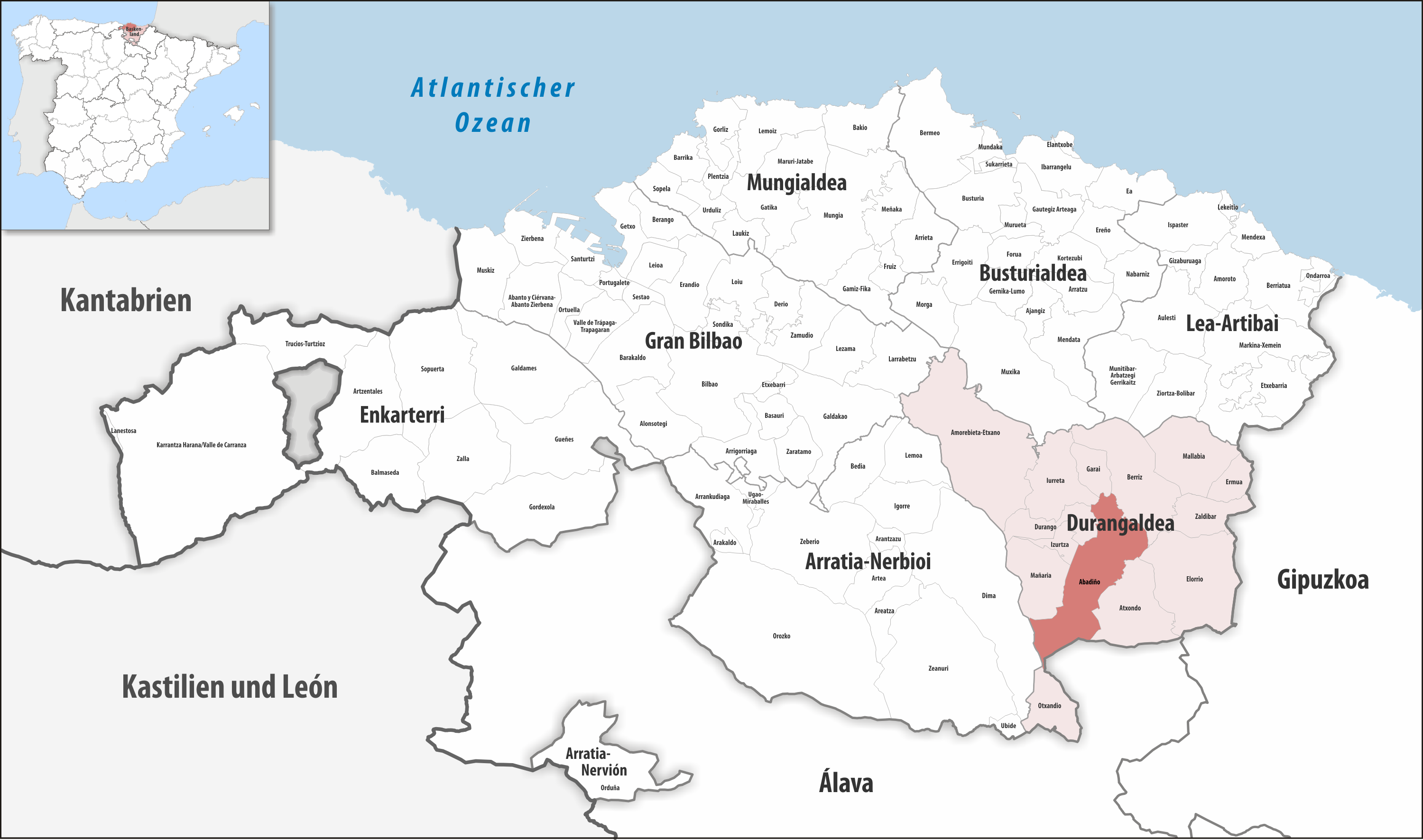
Situació geogràfica d'Abadiño

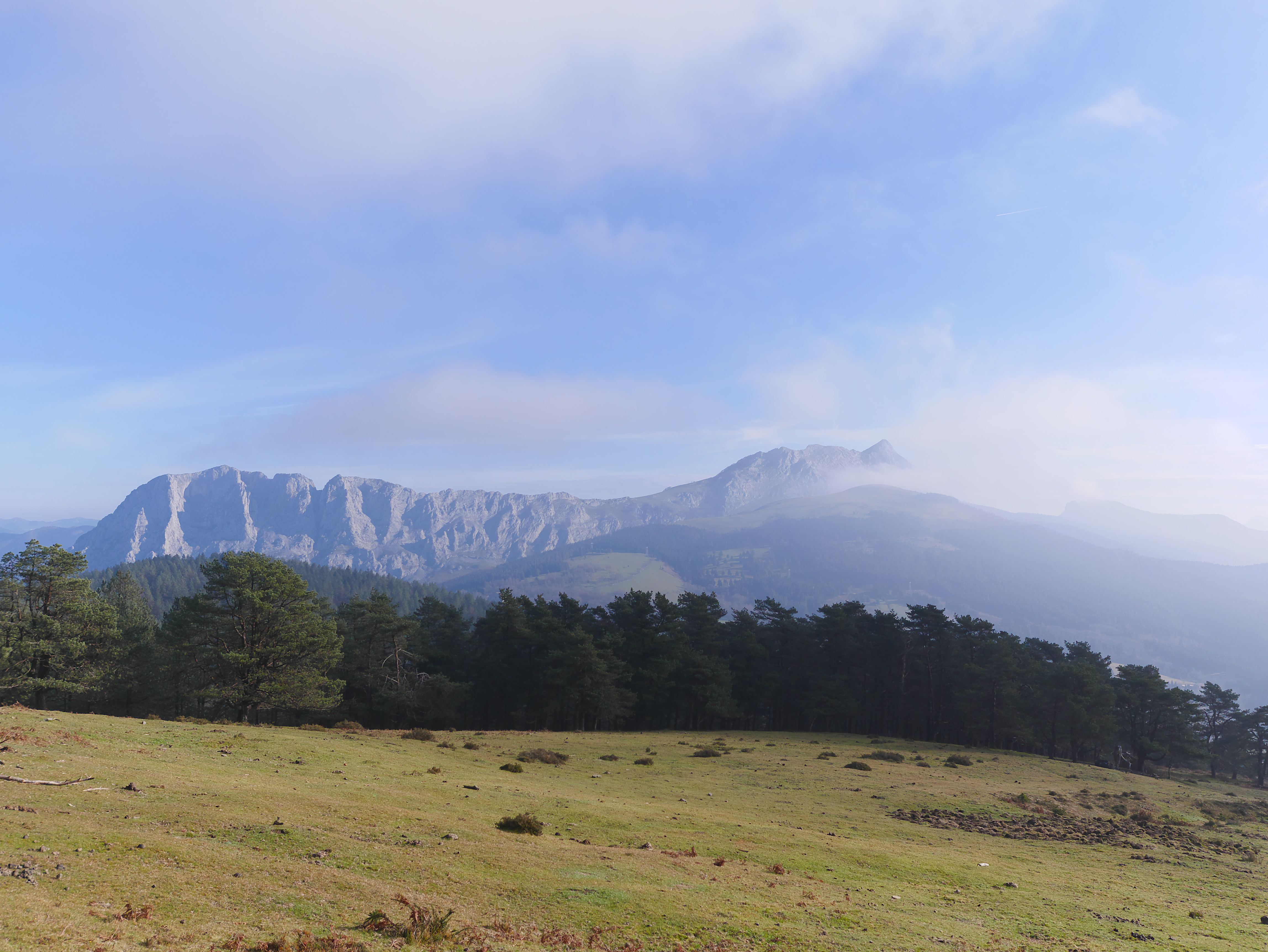
La serra d'Anboto, des de Saibigain

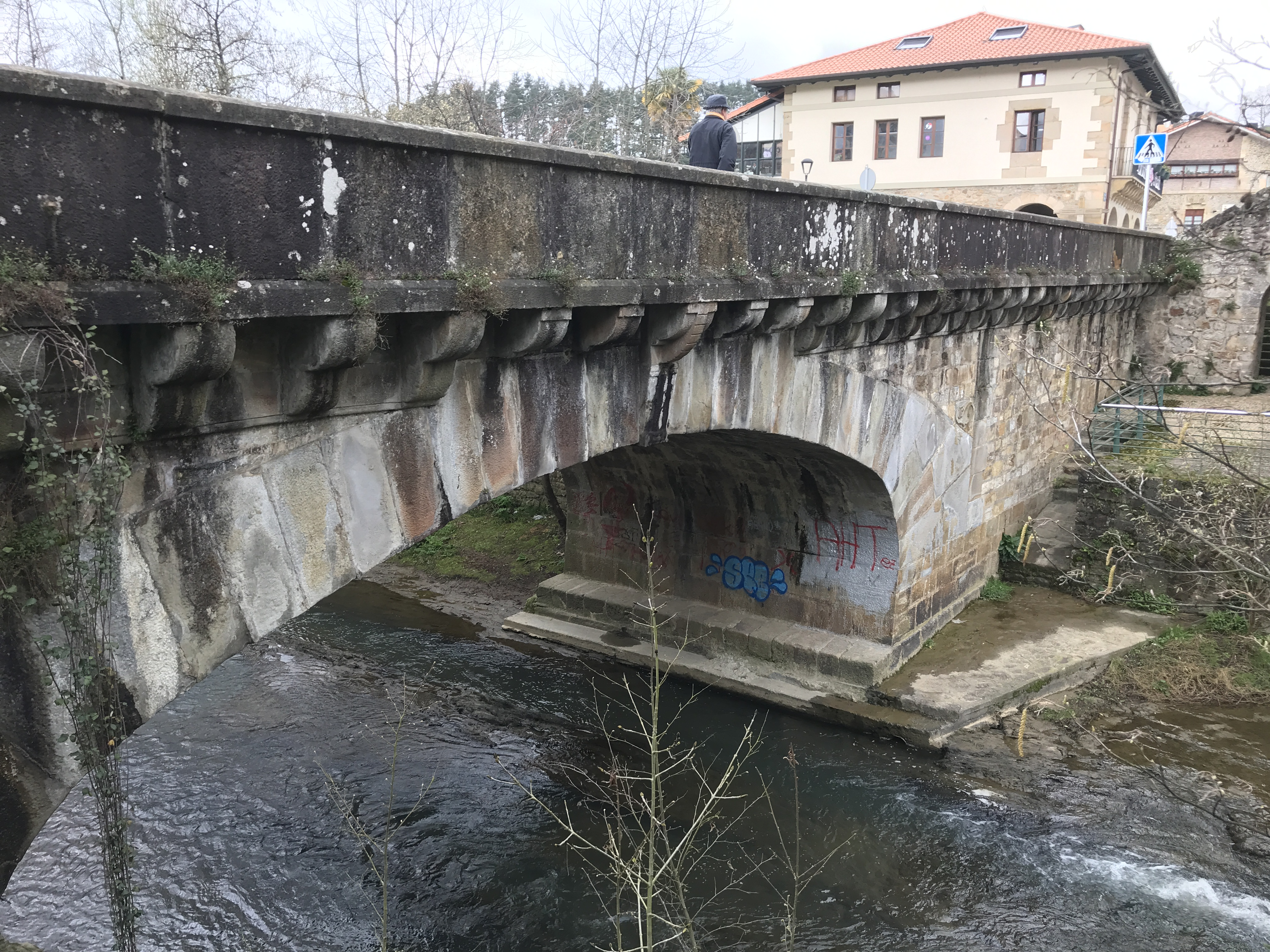
Pont de Zelaieta

### Situació
El municipi d'Abadiño es troba localitzat als límits sud-orientals de la província de Biscaia. Està integrat a la comarca del Duranguesat, a 38 quilòmetres de Bilbao, la capital provincial. L'AP-8 o autopista de cantàbric travessa el municipi, així com també ho fan la N-634; la N-636, que connecta Durango amb Elorrio i l'AP-1; la BI-263, que uneix Durango amb Otxandio; la BI-633, que connecta Durango amb Ondarroa i la BI-3341, la qual condueix fins Garai.

### Orografia
El municipi de l'anteiglesia de Abadiño es troba en el centre-sud de la comarca del Duranguesat pel que ocupa una part de la vall del riu Ibaizabal, just la zona on es rep al Zaldu procedent de Zaldivar, i l'àrea de Urquiola amb el seu vessant mediterrénea i les grans masses calcàries que formen les forestse del Duranguesat.. En aquestes forestes són destacables els cims d'Alluitz (1.040 m), Aitz txiki (791 m) i Untzillaitz (934 m). Ja en el vessant sud tenim el Saibigain (932 m), famós per les batalles que es van lliurar en la Guerra Civil espanyola, i Urita (794 m). La part nord del municipi puja suaument pel vessant del Oiz (1.029 m).

### Hidrografia
El municipi d'Abadiño participa de dues conques hidrogràfiques, la cantàbrica i la mediterrània. El principal riu de la conca cantàbrica és l'Ibaizabal, procedent del port de Kanpazar, i s'uneix en el barri abadiñotarra de Traña-Matiena amb el Zaldu, procedent del port d'Areitio a Zaldivar. Aquest riu, juntament amb el Nerbion, forma la ria de Bilbao. En el vessant sud, la mediterrània, el riu principal és el Urkiola i forma, ja a Àlaba l'embassament de Santa Engracia.

## Història

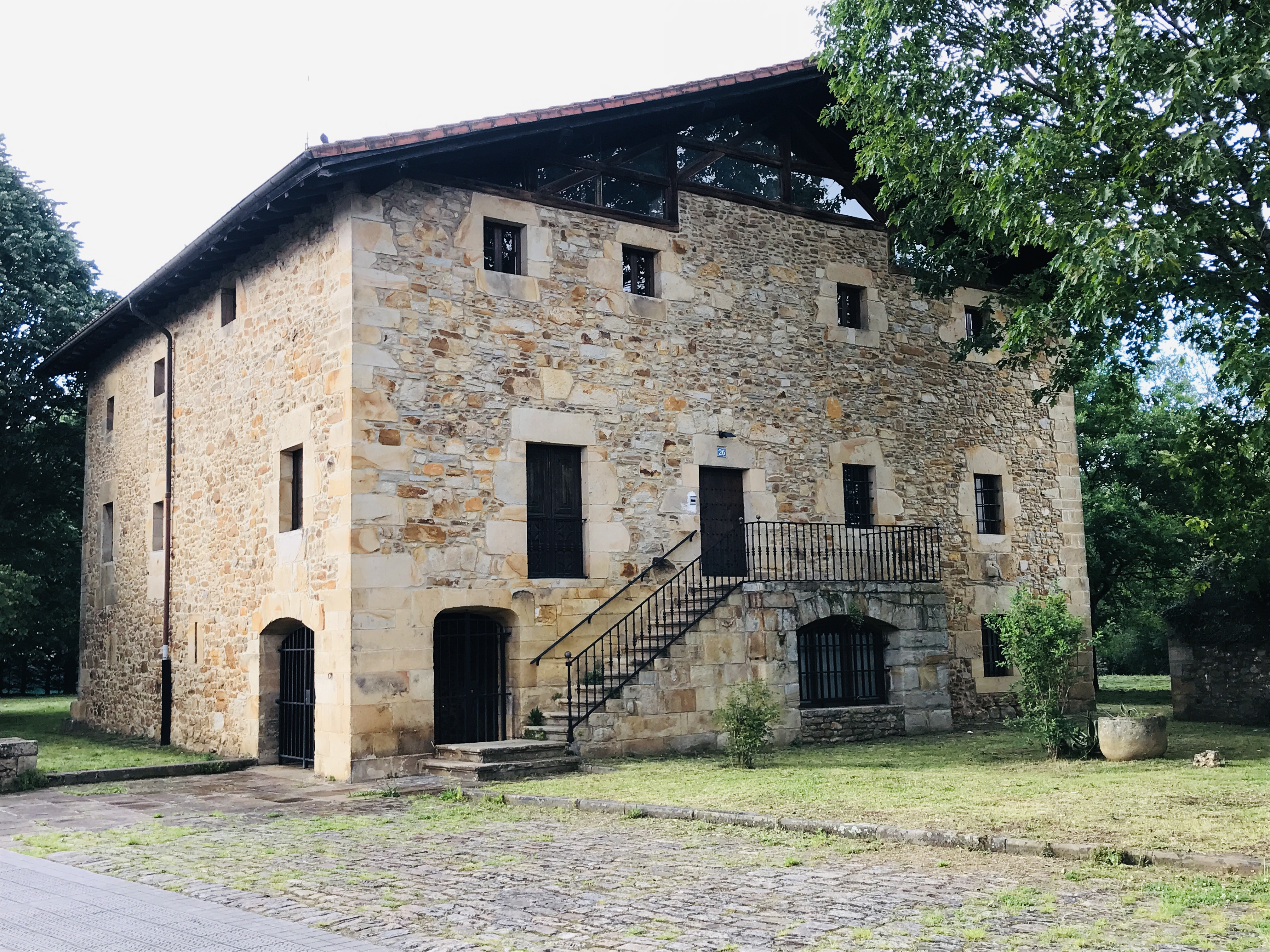
Casa de Juntes d'Astola

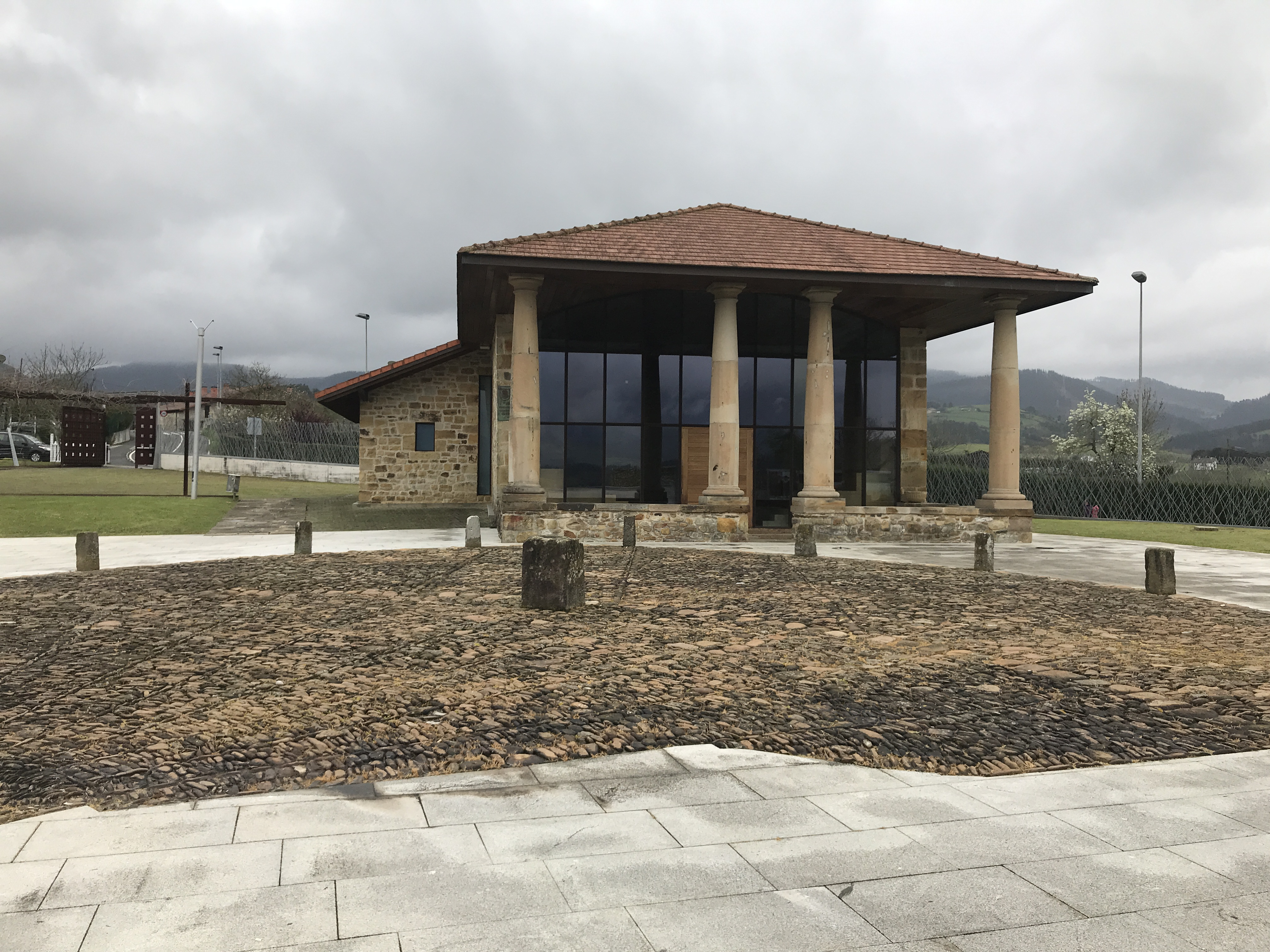
Campa Foral de Guerediaga

Les notícies de la fundació del municipi es perden en el temps. La figura de l'anteiglesia ja ens deixa entreveure que Abadiño ha estat habitat des de temps immemorial entroncant-se amb la Terra Plana de Biscaia. En el seu sòl s'han trobat restes prehistòriques d'importància en diversos jaciments com els de les coves de Bolinkoba (jaciment solutrià), Oialkoba (Edat de Bronze), Astakoba i Albiztei. La història del municipi aquesta unida a la de la Merindad de Durango, ja que la anteiglesia d'Abadiño tenia seient en les seves juntes, el nombre 1, i aquestes es reunien en els seus terrenys, en la campa (o plaça) juradera de l'ermita de San Salvador i San Clemente. També en els seus terrenys va manar la reina Joana I de Castella, Joana la Boja, que es construís la casa auditori quan la Merindad va tenir problemes de propietat de les instal·lacions que venia usant amb la Vila de Durango i finalment es va comprar i va reconstruir la casa Auditori d'Astola. En aquestes juntes, Abadiano tenia el seient i vot nombre 1.
Les primeres notícies de lanteiglesia daten de 1172 i fan referència a la família de Muntsaratz, ama de la torre que duu el seu nom, aquests documents tracten de les noces de la infanta navarresa Donya Urraca amb el senyor de Muntsaratz Pedro Ruiz. La participació dels senyors de la anteiglesia, pel bàndol dels onyacins, en les guerres de bàndols van marcar l'edat mitjana amb la proliferació les cases-torres i fortaleses, algunes cèlebres, com el de Muntsaratz (torre-palau), l'amo del qual, Pedro Ruiz, va contreure matrimoni en 1212 amb la Infanta de Navarra donya Urraca, amb descendents tan il·lustres com el primer bisbe de Mèxic, Juan de Zumárraga i de Muntsaratz(cap al segle xvi).
Abadiño va ser solar d'Iñigo de Abadiño i Perucho de Abadiño, alcaide d'alcàsser d'Isabel la Catòlica a Madrid. Dintre de la tradicional economia rural en el segle xvi es va produir un auge de la indústria del ferro amb el desenvolupament de nombroses ferreries com les d'Astola, Leberio (encara queden ruïnes) Murueta o Traña que han estat treballant fins al començament del segle xx i algunes d'elles, convertides ja en centrals hidroelèctriques, van arribar fins a mitjans d'aquest. En el segle xix va ser escenari de les guerres carlines i en el caseriu proper a l'ermita de San Antolín es van reunir els generals Rafael Maroto i Espartero el 26 d'agost de 1839 per a l'acord previ a l'abraçada de Bergara que va posar fi a la primera guerra carlista. En la segona guerra carlista, l'última batalla a Biscaia es va lliurar el 15 de novembre de 1879 en aquestes terres.
Durant la guerra civil el front va estar detingut durant l'hivern de 1936 en les forestes d'Urkiola on es van desenvolupar cruentes batalles com les ocorregudes a Sabigain.

## Demografia
| Gràfica d'evolució de Abadiño entre 1900 i 2021 |
|                                                 |

## Transport

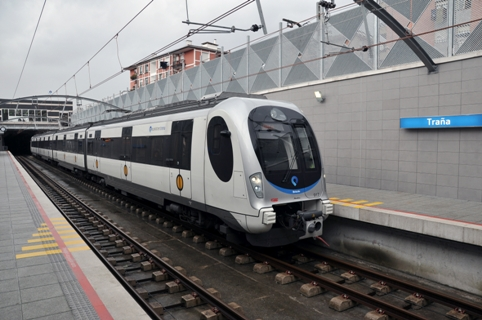
Estació de Traña (2012)

### Carretera
- N-634 - AP-8

### Ferrocarril
- Euskotren (ET-FV)
  - Traña

## Personatges cèlebres
- Mikel Zarrabeitia, ciclista (1970).
- David Etxebarria, ciclista (1973).
- Ustaritz Aldekoaotalora, futbolista (1983).